# Martim Cererê
Martim Cererê é uma obra do autor modernista brasileiro Cassiano Ricardo. Sua primeira publicação data de 1928, mesmo ano de publicação do Manifesto Antropófago , de Oswald de Andrade, e de Macunaíma, de Mário de Andrade.
Representa o ponto alto da vertente nacionalista e ufanista do verde-amarelismo. Trata-se de um longo poema indianista e nacionalista, em que o índio, o negro e o branco tomam posse e inventam um novo país.

A escola de samba Imperatriz Leopoldinense desenvolveu um enredo baseado no poema Martim Cererê para seu desfile carnavalesco do ano de 1972. Obteve a quarta colocação.